# Whittaker’s

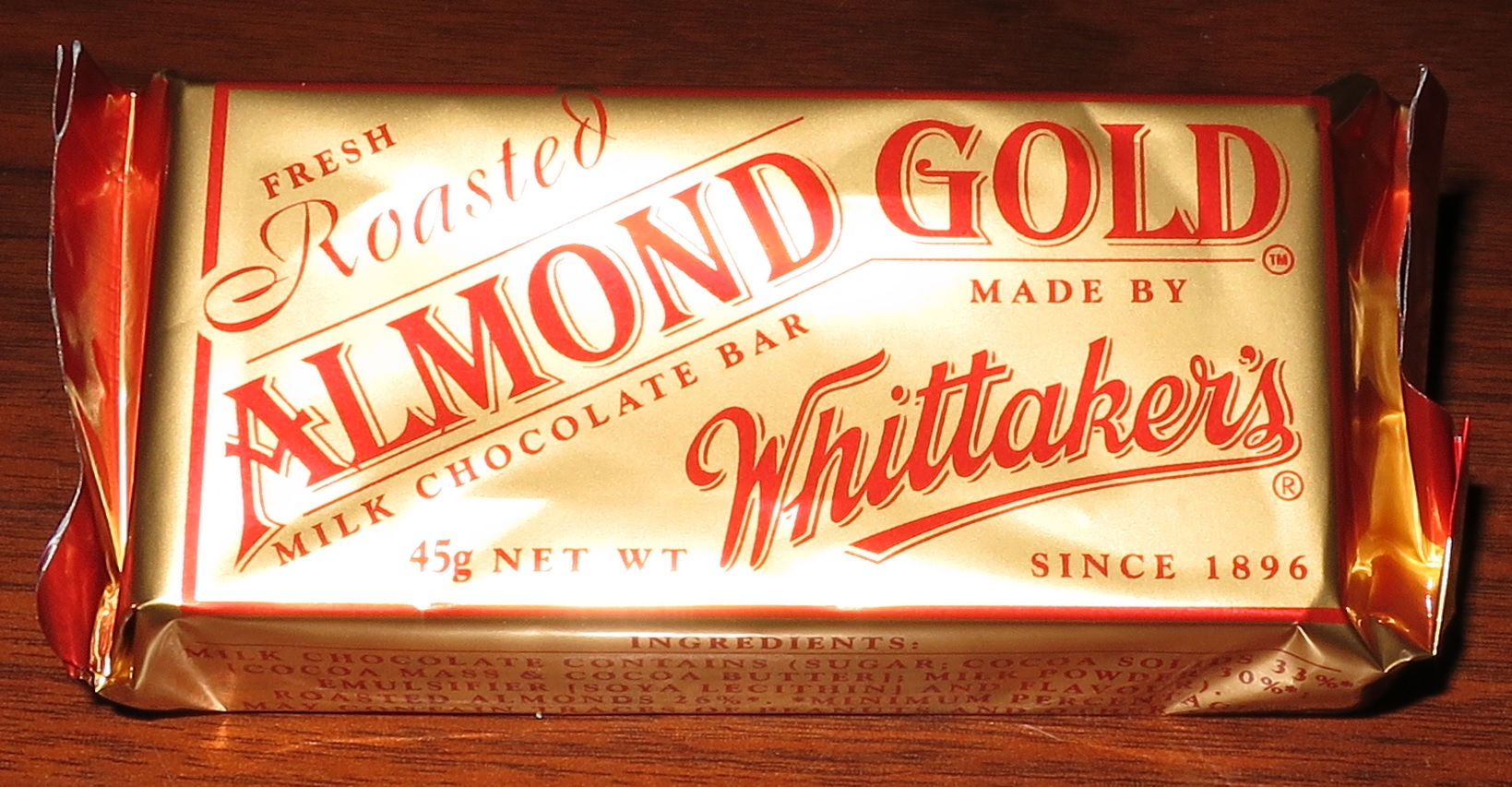
Whittaker’s Almond-Gold-Schokoladenriegel

J. H. Whittaker & Sons, Ltd, kurz Whittaker’s, ist ein neuseeländischer Schokoladenhersteller. Er wurde 1896 in Christchurch von James Henry Whittaker gegründet, später zog die Firma nach Wellington um. Der Hauptsitz des Unternehmens befindet sich heute in Porirua.
Im Jahr 2013 hatte das Unternehmen einen Marktanteil von 38 % am neuseeländischen Tafelschokoladenmarkt. Damit stand das Unternehmen an zweiter Stelle hinter dem Marktführer Cadbury, den Whittaker’s laut eigener Voraussage überholen will.

## Geschichte
Im England geboren, entdeckte James Henry Whittaker sein Interesse an Schokolade erst als 14-Jähriger, als er in einer Konditorei arbeitete. 1890 wanderte er nach Neuseeland aus und zog nach Christchurch. Whittaker fing an, Schokolade in seiner eigenen Küche herzustellen, die er von Haus zu Haus aus einem Pferdefuhrwerk verkaufte. Im Jahr 1896 gründete Whittaker sein Unternehmen. Später zogen er und die Firma nach Wellington um.
1913 nahm Whittaker seine Söhne Ronald und James in Partnerschaft mit in die Firma. Das Unternehmen wurde infolgedessen in J.H. Whittaker and Sons umbenannt.
Seit 1978 wird das Unternehmen von den Enkeln Whittakers, Andrew und Brian, gesteuert. Die Brüder sind für ihre Zurückgezogenheit bekannt und haben sich jahrelang nicht fotografieren oder interviewen lassen. Das letzte bekannte Interview mit den Brüdern war in einem Artikel, der im Jahr 1991 veröffentlicht war.
Andrews Sohn Matt und Tochter Holly arbeiten jetzt auch im Unternehmen ihres Urgroßvaters, was die 4. Generation im Familienmanagement des Unternehmens markiert. Seit 2013 arbeitet Holly als Marketingmanagerin und Matt im Einkauf.

## Produktionsstruktur
Die Fabrik des Unternehmens befindet sich in Porirua, das im Einzugsgebiet von Wellington liegt. Whittaker’s ist der einzige große Schokoladenhersteller Neuseelands, der ab Import der Bohnen sämtliche weiteren Verarbeitungsschritte wie Röstung und Verfeinerung selbst durchführt. Aufgrund dieses vollständigen Produktionsprozesses beschreibt Whittaker’s sich als ein „Bean-to-Bar-Schokoladenhersteller“.
Die Kakaobohnen, die aus Ghana und Madagaskar importiert werden, werden in 180-kg-Chargen in der Porirua-Fabrik geröstet. Ungefähr 14,7 Mio. Schokoladentafeln werden jährlich in der Fabrik produziert. Der Produktionsprozess wird von den Whittaker-Brüdern direkt überwacht. Während sich die Büros der anderen Mitglieder der Firmenleitung auf der Vorderseite des Gebäudes befinden, befinden sich die Büros der Brüder in einer Ecke der Fabrikhalle.
Whittaker’s beschafft Zutaten aus aller Welt, wie z. B. Mandeln aus den USA, Erdnüsse aus Südafrika sowie Haselnüsse aus der Türkei. Das Unternehmen sagt, es konzentriert sich auf seine Zutatenauswahl, um die Qualität seiner Produkte zu gewährleisten. Whittaker’s hat in den frühen 2010er Jahren NZ$10 Mio. für einen 5-Walzen-Raffineur von dem schweizerischen Unternehmen Bühler ausgegeben, der die Milchschokolade weiter verfeinert.

## Märkte
Die meisten Umsätze erzielt Whittaker’s im neuseeländischen Markt. Im Moment ist Whittaker’s-Schokolade die zweitmeistverkaufte Schokolade in Neuseeland nach der von Cadbury. Das Unternehmen hatte im Jahr 2013 einen Marktanteil von 38 % am neuseeländischen Tafelschokoladenmarkt. Whittaker’s gewinnt auch seit 2011 regelmäßig die jährlich laufende Readers Digest Most Trusted Brands Umfrage, die vor 2011 sechs Jahre nacheinander von Cadbury gewonnen wurde. 2017 gewann Whittaker’s auch in der Most Iconic Brands Kategorie. Die Umfrage, die von der australischen Marktforschungsfirma Roy Morgan Research durchgeführt wurde, befragte 1.400 Neuseeländer nach ihrem Vertrauen in bestimmten Marken.
Aus Cadburys Palmölkrise erzielte Whittaker’s viel Gewinn. 2009 entschied Cadbury zur Kostensenkung statt Kakaobutter billigeres Palmöl im Schokoladenherstellungsprozess zu verwenden. Die Produktion von Palmöl bedeutet jedoch oft die Abholzung von Gebieten, in denen gefährdete Orang-Utans leben. Diese Entscheidung durch Cadbury verursachte einen großen Aufschrei in Neuseeland und bescherte Whittaker’s demzufolge ein großes Umsatzwachstum. Innerhalb eines Jahres stieg Whittaker’s Marktanteil von 22 auf 32 %, und zwischen 2009 und 2010 stiegen seine Einzelhandelsumsätze von NZD$17 Mio. auf NZD27.6 Mio. inklusive Ausfuhren. Nach dieser Steigerung blieben die Umsätze des Unternehmens weiterhin hoch. Die Palmölkrise war deshalb der Wendepunkt des Unternehmens, der Whittaker’s zu seiner aktuellen großen Stellung auf dem neuseeländischen Markt verhalf.
Die meisten Umsätze Whittaker’s finden auch 2017 noch in Neuseeland statt, aber die Firma führt ihre Waren auch nach Australien und seit April 2017 auch in 7 asiatische Länder aus, wo sie viel Erfolg genießen. Der Almond-Gold-Schokoladenriegel ist das meistverkaufte Schokoladenprodukt in Singapur und in Malaysia. Whittaker’s strebt eine weitere Ausdehnung in Asien an, besonders in den aufstrebenden Märkten in Südostasien wie Thailand und Myanmar. Andere Möglichkeiten für eine weitere Ausdehnung schließen den Nahen Osten und die USA ein. Laut Matt Whittaker fokussiert sich das Unternehmen derzeit auf China, vor allem wegen der Marktgröße und der verändernden Demografie des Landes. Seit August 2017 werden Whittaker’s-Produkte in 1.500 chinesischen Laden in Shanghai, Peking und Guangzhou verkauft. Die Produkte werden auch in allen 400 chinesischen Walmart-Läden sowie über ihren Online-Plattformen verkauft. Im Dezember 2016 eröffnete Whittaker’s seinen Flagshipstore bei der Direktvermarkterinternetplattform T-Mall Whittaker’s hofft, bis 2022 seine Ausfuhren von 30 auf 40 % seiner Gesamtverkäufe zu erhöhen.

## Sorten
2013 umfasste das Sortiment von Whittaker’s 24 verschiedenen Standardsorten, während es 5 Jahre zuvor nur 18 Sorten gegeben hatte. Als Andrew und Brian Whittaker die Firma 1978 übernahmen, stellte Whittaker’s nur 4 verschiedene Produkte her. Seit 2013 hat das Unternehmen insgesamt mehr als 70 verschiedene Produkte vertrieben.
Von 12 Sorten gibt es auch entsprechende Miniaturversionen der Schokoladentafel, wobei dafür 12 einzeln verpackte Stückchen (15 Gramm je Tafel) einer Sorten in einer Packung zusammengefasst werden. Darüber hinaus verkauft Whittaker’s auch 5 verschiedene Sorten von individuell verpackten Schokoladenfingern (sogenannte „Santé-Schokoladentafel“) sowie 4 verschiedene Sorten von quadratförmigen Schokoladentafel (ungefähr 10,5 Gramm je Tafel).
Die einzelnen Sorten heißen unter anderem Peanut Butter (Erdnussbutter), Berry and Biscuit (Beeren mit Keksen) und Milk Caramel (Milchschokolade mit Karamell). Die Sorte White Chocolate Raspberry (weiße Schokolade mit Himbeeren), die nicht mehr erhältlich ist, wurde von Schülern der Samuel-Marsden Schule inspiriert, die Whittaker’s um eine Sorte gebeten hatten, die den „Geschmack von Rosa“ auf den Punkt bringt, um Spenden für die neuseeländische Brustkrebsstiftung zu sammeln. Whittaker’s hat auch neue Produkte eingeführt, die nicht kommerziell erfolgreich waren. Zum Beispiel gab es eine Schokoladentafel aus dunkler Schokolade und Ingwer, die nach einigen Wochen nicht mehr verkauft wurde. Die meistverkaufte Standardsorte ist laut Firmenangaben die Ghana Peppermint (ghanaische Schokolade mit Pfefferminz), gefolgt von Creamy Milk (Milchschokolade) und Fruit and Nut (Obst und Nüsse). Nur eine Sorte (Madagascar Milk) ist momentan nach dem Fairtrade-Standard zertifiziert, aber das Unternehmen hofft, die Zertifizierung auf seine andere Sorten zu erweitern.
Whittaker’s hat auch Sorten, die aus Partnerschaften mit anderen Firmen entstanden sind. Zum Beispiel gibt es die L&P Schokoladentafel, die mit dem Getränkeunternehmen L&P entwickelt wurde, und die Jelly Tip Block Sondersorte, die zusammen mit dem Eishersteller TipTop entwickelt wurde. Das wohl neuseelandweit berühmteste Beispiel einer solchen Kooperation ist die Schokoladenmilch, die aus einer Partnerschaft mit der Molkerei Lewis Road Creamery entstand. Das resultierende Produkt, das aus Milch von dieser Hochpreissegmentmarke und darin geschmolzener Whittakers’s Schokolade besteht, war am Anfang seines Verkaufs so beliebt, dass die Abgabemenge im Einzelhandel über mehrere Wochen auf wenige Flaschen pro Kunde limitiert wurde. Whittaker’s hat auch mit der Entwicklung eines Eisproduktes, das die Schokolade des Unternehmens benutzt, experimentiert. Die Firma hatte versuchsweise ein Peanut-Slab Eis zusammen mit der Gourmet Ice Cream Company entwickelt. Im Dezember 2012 hat Whittaker’s eine neue Auswahl von Gourmet-Eis in Partnerschaft mit der Hochpreissegmentmarke Killinchy Gold eingeführt.

## Werbekampagnen
Trotz ihrer Zurückgezogenheit werden die Whittaker-Brüder Andrew und Brian oft in Werbekampagnen von Whittaker’s erwähnt, um zu betonen, dass das Unternehmen noch immer in Familienhand liegt. Dennoch treten die Brüder selbst nie in den Werbefilmen der Firma auf. Stattdessen setzt die Firma andere Werbeträger ein. So stellt beispielsweise Nigella Lawson oft neue Schokoladesorten in ihren Werbungen für Whittaker’s vor, in dem sie sagt, dass die Brüder ihr die Schokolade geschickt hätten. Die Werbungen mit Lawson sind ein Beispiel der vielfältigen Werbekampagnen der Firma, wie auch zum Beispiel die „Good Honest Chocolate“ Kampagne, in der Politiker nach dem Genuss von einem Whittaker’s Peanut-Slab nicht lügen können. Lawson soll laut Berichten für ihre Auftritte gut bezahlt werden, aber sie sagt, sie habe die Rolle erst akzeptiert, nachdem sie selbst die Schokolade probiert habe, um sicherzustellen, dass sie ihre Standards erfülle. In der Most-Trusted-Brand-Umfrage gibt ein Befragter an, er setze sein Vertrauen in Whittaker’s, weil das Unternehmen keine Verpackungstricks benutze. In den Augen von Tom Agee, Dozent für Marketing an der University of Auckland, ist die lokale „Kiwi“-Identität von Whittaker’s auch ein wichtiger Grund für den großen Erfolg der Firma auf dem neuseeländischen Markt hat.